# Malaltia de l'aparell digestiu
Les malalties de l'aparell digestiu (terme preferible al de malalties gastrointestinals, per influència anglesa) es refereixen a malalties que afecten a l'aparell digestiu, és a dir, l'esòfag, l'estómac, l'intestí prim, l'intestí gros i el recte, i els òrgans accessoris de la digestió, el fetge, la vesícula biliar i el pàncrees.
Aquestes malalties són estudiades per la digestologia. Les malalties de la boca, tot i pertànyer a l'aparell digestiu són estudiades per l'odontologia.